# Sahn

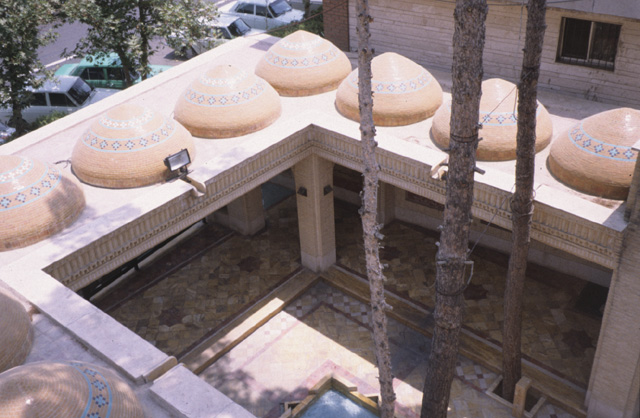
Un pequeño sahn simple de una mezquita en Teherán, con un howz (estanque o piscina con fuente) y riwāq (columnata) con cúpolas.

Un sahn (en árabe: صحن‎) es un elemento de la arquitectura islámica religiosa que consiste en un patio porticado que da acceso al Iwán donde se encuentra el sabil.
Casi todas las mezquitas —y muchas casas y otros edificios en áreas pertenecientes al mundo islámico— tienen un sahn, que se encuentra rodeado en todos sus lados por una arcada. En la arquitectura persa, el sahn dispone generalmente de un howz; es decir, una piscina simétrica, donde se realizan las abluciones. Algunos también tienen fuentes para beber.
Si el sahn está en un patio privado o en una casa tradicional, es usado para el baño, por estética, o para ambas cosas.

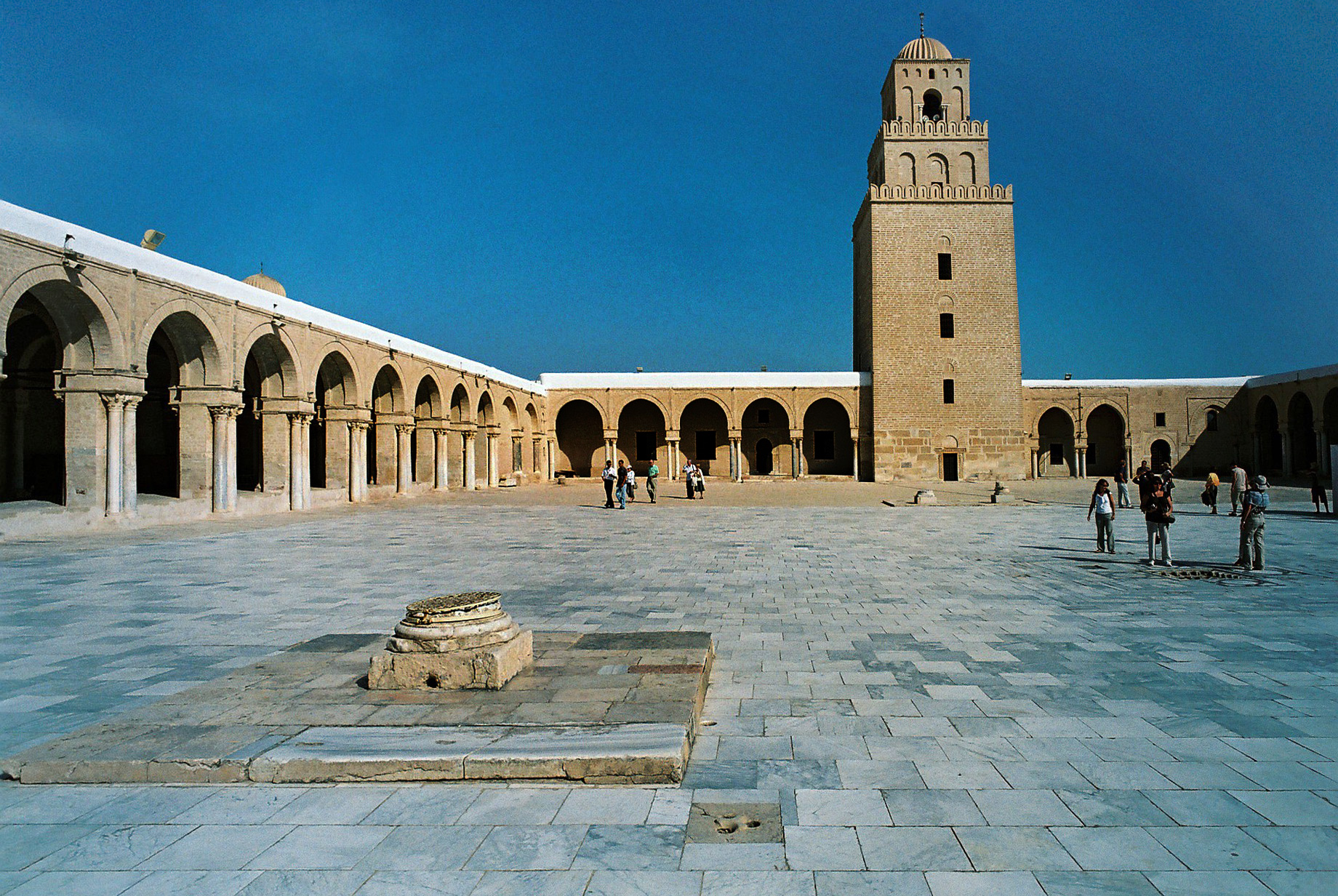
El sahn en la arquitectura religiosa del Magreb: un gran sahn rodeado de arcadas  (riwāq) con columnas gemelas en la Gran Mezquita de Kairouan, Túnez.
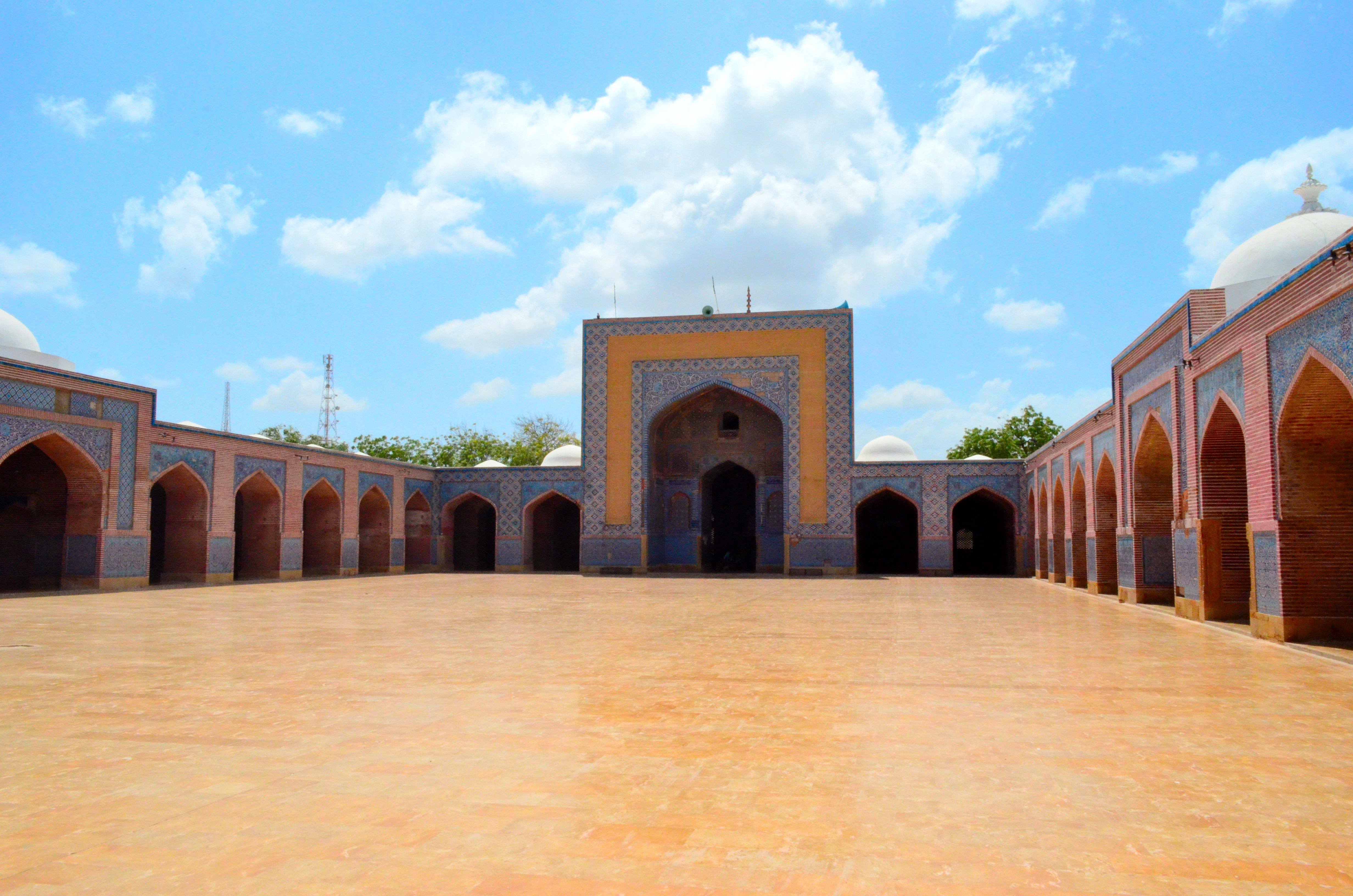
El sahn de la mezquita de Shah Jahan en Thatta, Pakistan
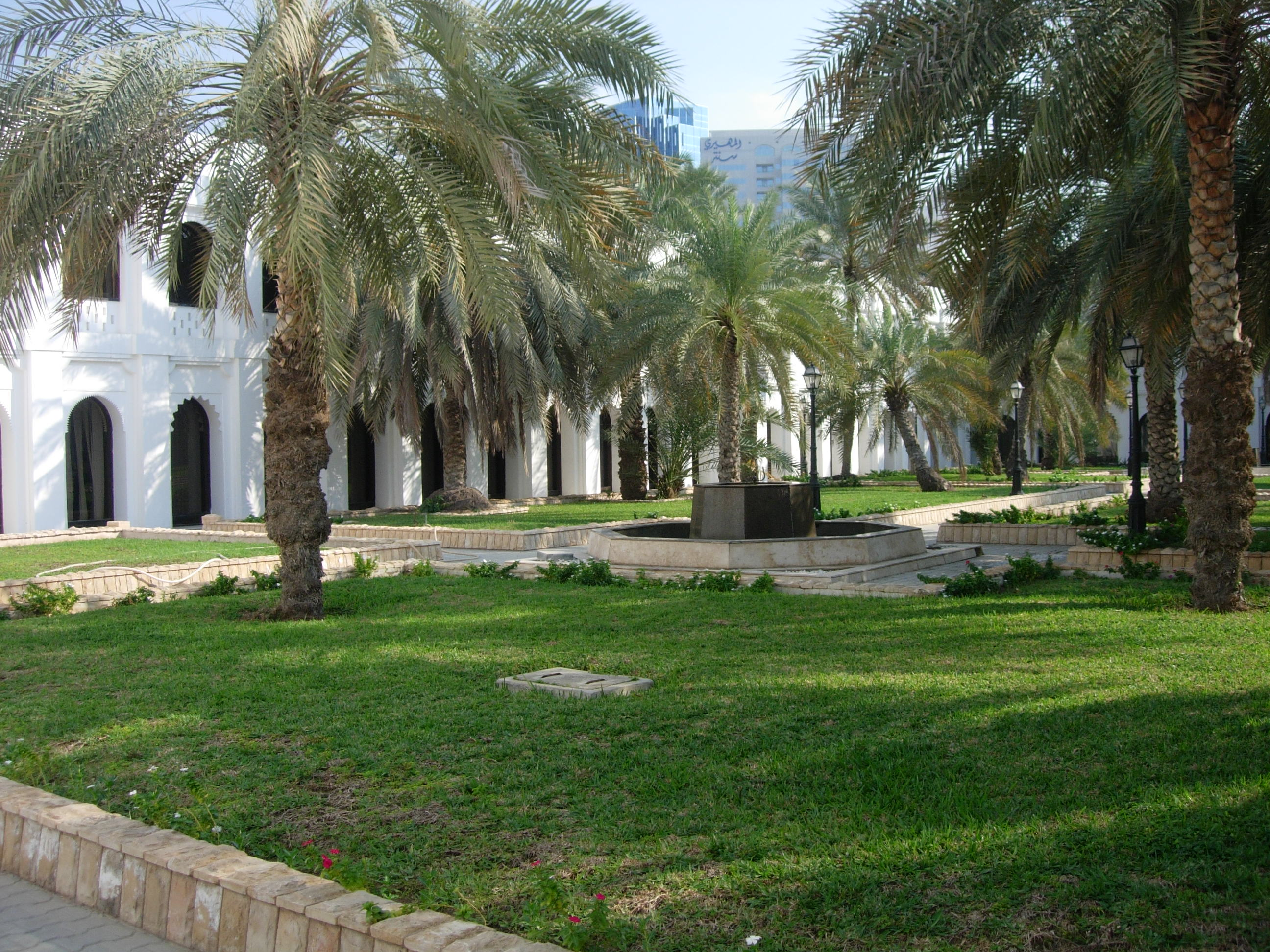
El patio de Qasr al-Hosn, en Abu Dabi
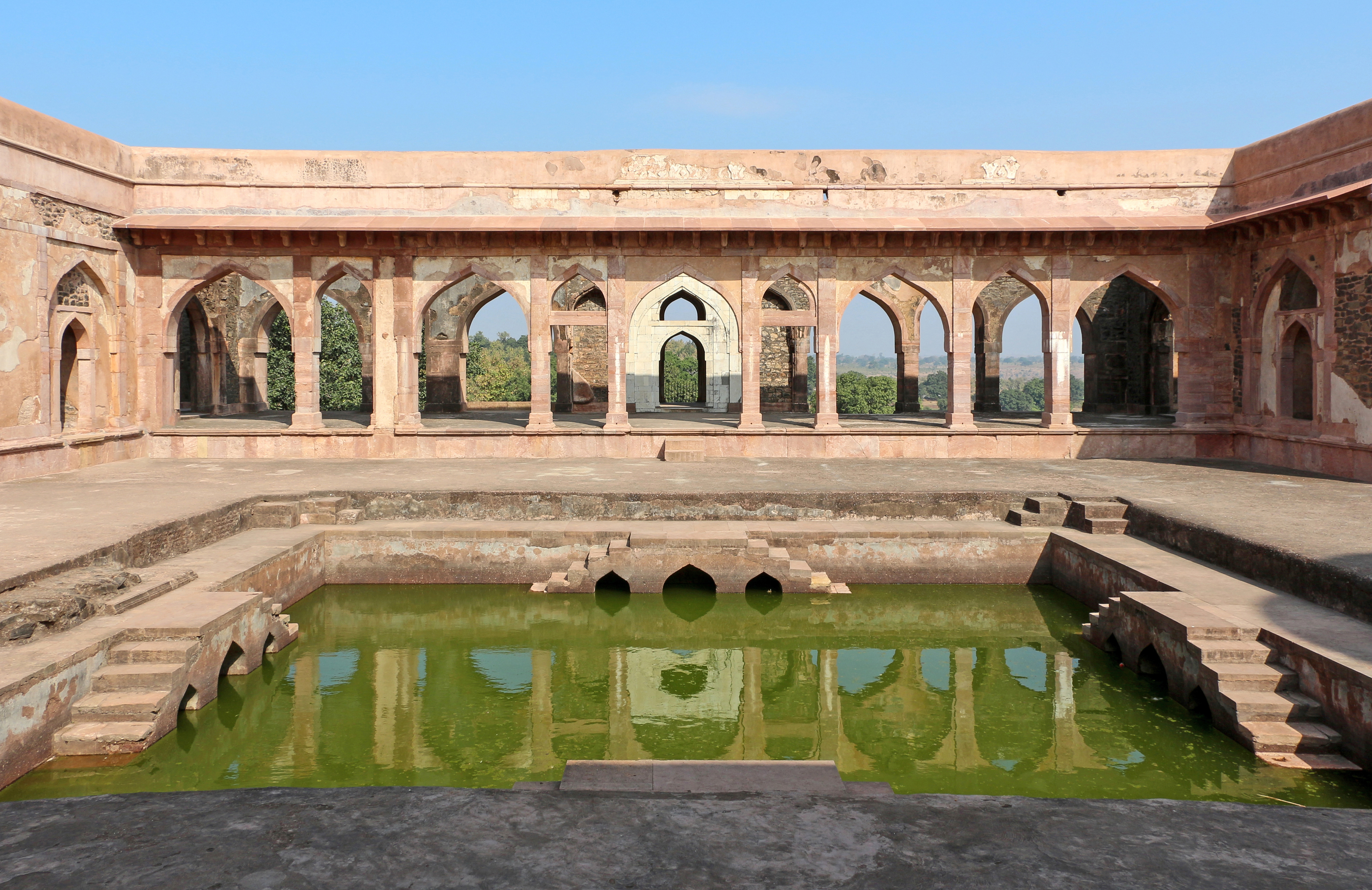
Saḥn del palacio de Baz Bahadur (r.1555-1562) en Mandav (Madhya Pradesh, India).